# Aleksiej Djaczenko
Aleksiej Władimirowicz Djaczenko (ros. Алексей Владимирович Дьяченко; ur. 11 listopada 1978 w Leningradzie) – rosyjski szablista, brązowy medalista olimpijski, pięciokrotny medalista mistrzostw świata.
Podczas igrzysk olimpijskich w Atenach w 2004 roku reprezentacja Rosji w składzie: Siergiej Szarikow, Aleksiej Djaczenko, Stanisław Pozdniakow i Aleksiej Jakimienko zajęła drużynowo trzecie miejsce. Na tej samej imprezie w turnieju indywidualnym był siedemnasty.
Na mistrzostwach świata w Seulu w 1999 roku razem z Pozdniakowem, Szarikowem i Aleksiejem Frosinem wywalczył brązowy medal w zawodach drużynowych. W tej samej konkurencji zdobywał też złote medale na mistrzostwach świata w Nîmes (2001), mistrzostwach świata w Lizbonie (2002), mistrzostwach świata w Hawanie (2003) i mistrzostwach świata w Lipsku (2005).
Wielokrotnie zdobywał także medale mistrzostw Europy, w tym złote drużynowo na mistrzostwach Europy w Koblencji (2001), mistrzostwach Europy w Moskwie (2002), mistrzostwach Europy w Bourges (2003), mistrzostwach Europy w Kopenhadze (2004) i mistrzostwach Europy w Zalaegerszeg (2005).
Jego siostra, Jekatierina Djaczenko, także uprawiała szermierkę.